# Mannophryne yustizi
Mannophryne yustizi är en groddjursart som först beskrevs av La Marca 1989.  Mannophryne yustizi ingår i släktet Mannophryne och familjen Aromobatidae. IUCN kategoriserar arten globalt som starkt hotad. Inga underarter finns listade i Catalogue of Life.